# Integrated Maneuvering Life Support System

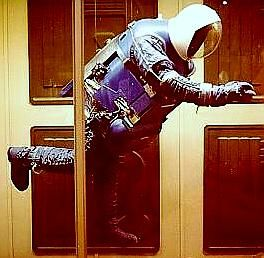
Traje IMLSS.

Integrated Maneuvering Life Support System (Sistema de soporte vital maniobrable integrado) o IMLSS fue un traje espacial diseñado por la empresa Hamilton Standard entre 1968 y 1969 para ser usado en la estación MOL de la USAF. Debido a la cancelación de la estación en 1969 el traje nunca llegó a ser utilizado en condiciones reales.
IMLSS podía funcionar tanto alimentado mediante un cordón umbilical unido a la estación como independientemente. El traje disponía de propulsión y sistema de soporte vital autónomos.

El diseño del traje influyó decisivamente en el traje EMU utilizado durante las misiones de los transbordadores espaciales y en la Estación Espacial Internacional.